# Ларкин, Крис
Крис Ла́ркин (англ. Chris Larkin, род. 19 июня 1967, Лондон) — английский актёр.

## Ранняя жизнь
Ларкин родился под именем Кристофер Стивенс (англ. Christopher Stephens) в Лондоне. Он является старшим сыном дамы Мэгги Смит и сэра Роберта Стивенса. У него есть младший брат, актёр Тоби Стивенс. В одном из интервью Ларкин сказал, что сменил фамилию, чтобы дистанцироваться от своих знаменитых родителей в профессиональном плане. Он выбрал фамилию Ларкин из-за любви к творчеству поэта Филипа Ларкина.

## Карьера
Ларкин обучался актёрскому мастерству в Лондонской академии музыкального и драматического искусства. Он наиболее известен по роли Германа Геринга в фильме «Гитлер: Восхождение дьявола», а также он сыграл Чарльза Дарвина в телесериале PBS «Эволюция» и аболициониста Уильяма Уилберфорса в радиопостановке. Ларкин исполнил роль капитана Говарда в фильме Питера Уира «Хозяин морей: На краю Земли», где также сыграли Пол Беттани и Рассел Кроу; и роль сержанта Хелма в фильме «Операция „Валькирия“» с Томом Крузом. Актёр также появился в титрах таких фильмов, как «Ангелы и насекомые», «Джейн Эйр» Франко Дзеффирелли, «Чай с Муссолини» и «Герои и злодеи» Селвина Робертса.
На британской стороне Атлантического океана он играл Кэмбриджа на протяжении трёх сезонов «Роджера Роджера» Джона Салливана на BBC One и Джорджа Марсдена в высоко оценённых критиками «Затерянных в Антарктиде» Чарльза Старриджа на BBC Four. Ларкин также появился а эпизоде «Код Шекспира» культового телесериала «Доктор Кто» в 2007 году. В 2012 году он снялся в низкобюджетном ужастике «Клиника» режиссёра Иэна Кларка.
В 2013 году он сыграл одну из главных ролей (Бернарда Вули) в возрождённом телесериале «Да, господин министр». В 2017 году Ларкин появился в роли капитана Берринджера в телесериале «Чёрные паруса», в котором главную роль сыграл его брат Тоби Стивенс.